# Haibach im Mühlkreis
Haibach im Mühlkreis je obec v Horním Rakousku v okrese Urfahr-okolí v dolním Mühlviertelu s 937 obyvateli (stav k 1. lednu 2022). 40,3% území obce je zalesněno.

## Místní části
Do území obce patří tato sídla (počet obyvatel v závorce je uveden podle stavu k 1. lednu 2022:
- Affenberg (152)
- Aigen (46)
- Altenbergerstraße (54)
- Baumgarten (101) spolu se dvorem Weignersdorf
- Blaßberg (43)
- Gusental (44) spolu s Gusenn
- Haibach im Mühlkreis (70) spolu s místy zvanými Brandstatt a Gänsbach
- Kaindorf (61)
- Mistelbach (83)
- Oberbaumgarten (89)
- Renning (124) spolu s Karlsberger
- Schubertweg (37)
- Wirth (33)

## Historie
Město, původně ležící ve východní části Bavorského vévodství, patřilo od 12. století Rakouskému vévodství .
První písemně doložená zmínka o místě pochází z roku 1356.
Za napoleonských válek bylo místo několikrát obsazeno, od té doby je opět součástí Horního Rakouska.